# Вильгельм Альберт, 5-й герцог Урах
Вильгельм Альберт Рафаэль Мария фон Урах, граф Вюртембергский (род. 9 августа 1957) — 5-й герцог Урахский (с 1991) и глава королевского дома Литвы (1991—1992). Глава рода фон Урах, ветви Вюртембергского дома.

## Биография
Родился в замке Хоненбург в Баварии (ФРГ). Второй сын принца Эберхарда Урахского (1907—1969) и принцессы Иниги фон Турн-и-Таксис (1925—2008), дочери принца Людвига Филиппа и его супруги Елизаветы Люксембургской. Внук Вильгельма Урахского, который с 11 июля по ноябрь 1918 года был королём Литвы под именем Миндовга II.
В феврале 1991 года Карл Ансельм, 4-й герцог Урахский, вступил в морганатический брак и отказался своего титула в пользу младшего брата Вильгельма Альберта.
Сам Вильгельм Альберт Урахский 1 февраля 1992 года в Римбурге вступил в брак с Карен фон Браухич (род. 24 сентября 1959), дочерью Конрада фон Браухича и его жены Мариэтты Херманс. Из-за неоднозначного происхождения жены, было неясно является ли брак морганатическим. Также у Вильгельма Альберта были споры с его младшим братом Иниго. В итоге 1 февраля 1992 года он отказался от титула главы королевского дома Литвы,  в пользу Иниго, при этом сохранив титул герцога Урахского. Супруги имеют трёх детей:
- Карл Филипп фон Урах (род. 6 июля 1992), наследник отца
- Александра Шарлотта фон Урах (род. 18 февраля 1994)
- Луиза Антония фон Урах (род. 12 февраля 1996)

Сам Вильгельм Альберт Урахский по профессии — инженер, проживает в замке Оссенберг, рядом с Дюссельдорфом. Он также является совладельцем замка Лихтенштайн к югу от Штутгарта, который открыт для посещения.